# Крестцово-подвздошный сустав
Крестцо́во-подвздо́шный суста́в (лат. articulátio sacroiliáca) — тугой сустав (амфиартроз), образованный соприкасающимися ушковидными суставными поверхностями крестца и подвздошной кости.

## Анатомия
Крестцово-подвздошный сустав является парным, соединяет крестец и подвздошные кости, согласно классификации относится к тугим суставам или амфиартрозам. 
Суставные поверхности: ушковидные поверхности (лат. fácies auriculáres) подвздошных костей и крестца, плоские, покрыты волокнистым хрящом.
Суставная капсула прикреплена по краю суставных поверхностей и плотно натянута, полость сустава щелевидная.
Связочный аппарат: сустав удерживают крестцово-подвздошные межкостные связки (лат. ligaménta sacroilíaca interóssea), расположенные в виде коротких пучков между подвздошной бугристостью и крестцом — самые прочные связки человеческого тела, служащие осями вращения возможных движений крестцово-подвздошного сочленения. Дополнительно сустав укрепляют связки, закрепленные между крестцом и подвздошной костью: спереди — вентральная (лат. ligaméntum sacroilíaca ventrália), сзади — дорзальная (лат. ligaméntum sacroilíaca dorsália) и подвздошно-поясничная связка (лат. ligaméntum iliolumbále) протянувшаяся от поперечного отростка V поясничного позвонка к подвздошному гребню (лат. crísta iliáca).
Кровоснабжение: ветви поясничной (лат. artéria lumbális), подвздошно-поясничной (лат. artéria iliolumbális) и наружной крестцовой (лат. artéria sacráles lateráles) артерий. Венозный отток осуществляется в одноимённые вены.
Лимфоотток: по глубоким лимфатическим сосудам в поясничные и подвздошные лимфатические узлы (лат. nódi lymphátici sacráles et lumbáles).
Иннервация:
Иннервация капсулы сустава осуществляется ветвями поясничного и крестцового сплетений.

## Изображения
- Схема скелета и сочленений таза человека.
- Правый крестцово-подвздошный сустав человека (вид спереди).
- Горизонтальный распил крестцово-подвздошных суставов человека (передний крестцовый сегмент).
- Горизонтальный распил крестцово-подвздошных суставов человека (средний крестцовый сегмент).
- Горизонтальный распил крестцово-подвздошных суставов человека (задний крестцовый сегмент).